# 바고아스
바고아스(고대 페르시아어: 𐎲𐎦𐎡 Bagoi, 고대 그리스어: Βαγώας Bagōas; ? - 기원전 336년)는 고대 페르시아 제국 아케메네스 왕조의 뛰어난 재상이었다.

## 생애
바고아스는 환관으로 시작하여 이후 아르타크세르크세스 3세의 재상이 된 뛰어난 인물이었다. 그는 로디아 용병 장군 멘토르와 손을 잡고, 이집트를 (기원전 342년부터) 페르시아 영토로 병합한다. 멘토르는 바다와 접한 지방의 장군이 되어, 이집트에서 일어난 반란을 진압하였고, 바고아스가 사트라프를 관리하고 있는 동안, 왕에게 그리스 용병들을 파견하여 아르타크세르크세스 3세의 통치기에 실질적인 페르시아 제국의 진정한 권력자가 되었다.
아르타크세르크세스 4세 아르세스는 아르타크세르크세스 3세와 아토사의 막내 아들로 왕위 계승 순위에서는 가장 먼 인물이었다. 그의 갑작스런 왕위 등극은 기원전 338년에 바고아스와 갈등을 겪으며 그의 부왕과 가족 대부분이 바고아스에 의해 살해당한 결과로 일어났다. 바고아스는 아르타크세르크세스를 아들로 교체하면서까지 권력을 유지하고 싶어했고, 그를 쉽게 통제할 수 있을거라 생각했다. 아르세스는 그의 통치기 2년동안 허수아비 왕에 지나지 않았으며, 바고아스가 왕좌의 뒤에서 실질적인 권력을 행사했다. 결국, 바고아스를 늘 비난했던 궁전의 귀족들의 부추김으로 아르세스는 바고아스를 제거할 시도를 했다. 그러나, 바고아사는 다시 자신을 보호하기 위해 먼저 행동을 했고, 아르세스를 독살해서 살해했다. 이후 바고아스는 아르세스의 사촌인 다리우스 3세를 왕좌에 올렸다.
다리우스가 강력한 재상의 영향력에서 벗어나려고 하자, 바고아스는 그도 독살시키려고 시도했다. 그러나 다리우스는 경고를 받았고, 바고아스에게 자신에게 먹이려던 독이든 음료를 먹게 함으로써 그를 제거했다.
바고아스는 이집트 신전에서 성서를 몰수하여, 그것을 다시 성직자들에게 뇌물을 받고 되돌려줌으로써 매우 부유해졌다고 전한다. 예루살렘의 고위 사제가 그의 형제 예수를 신전에서 살해했을 때, 예수를 지지했던 바고아스는 유대인들에게 새로운 세금을 부가했고, 신성하게 그 직위를 행했던 살인자들보다 자신이 더 깨끗하다고 말하면서 신전에 들어갔다.

이후의 이야기에서, 바고아스가 이집트 인이며, 아피스를 죽였기 때문에 아르타크세르크세스 3세를 죽였다는 이야기는 역사적 근거가 없는 이야기이다.